# Elecciones a la Asamblea de Melilla de 1995
Las elecciones a la Asamblea de Melilla de 1995 se celebraron en la ciudad autónoma de Melilla el 28 de mayo de 1995. Fueron las primeras elecciones tras la aprobación del Estatuto de Autonomía de Melilla que, junto con la ciudad de Ceuta, otorgaron a ambas ciudades de un autogobierno propio. Se eligieron los 25 concejales del pleno del Asamblea de Melilla mediante un sistema proporcional (método d'Hondt) con listas cerradas y un umbral electoral del 5 %.

## Resultados
Los resultados de las elecciones se detallan a continuación:
| Candidatura                           | Candidatura                              | Votos  | %                               | Escaños                         |
| ------------------------------------- | ---------------------------------------- | ------ | ------------------------------- | ------------------------------- |
|                                       | Partido Popular de Melilla (PP)          | 12 425 | 47,20                           | 14                              |
|                                       | Partido Socialista Obrero Español (PSOE) | 5232   | 19,88                           | 5                               |
|                                       | Coalición por Melilla (CpM)              | 4072   | 15,47                           | 4                               |
|                                       | Unión del Pueblo Melillense (UPM)        | 2605   | 9,90                            | 2                               |
| Partido Nacionalista de Melilla (PNM) | Partido Nacionalista de Melilla (PNM)    | 1008   | 3,83                            | 0                               |
| Izquierda Unida de Melilla (IU)       | Izquierda Unida de Melilla (IU)          | 715    | 2,72                            | 0                               |
| Votos en blanco                       | Votos en blanco                          | 265    | 1,01                            | n/a                             |
| Votos válidos                         | Votos válidos                            | 26 322 | 100,00                          | 25                              |
| Votos nulos                           | Votos nulos                              | 110    | Participación: \| \| 61,73 % \| | Participación: \| \| 61,73 % \| |
| Votantes                              | Votantes                                 | 26 432 | Participación: \| \| 61,73 % \| | Participación: \| \| 61,73 % \| |
| Electores                             | Electores                                | 42 820 | Participación: \| \| 61,73 % \| | Participación: \| \| 61,73 % \| |
|                                       | 61,73 %                                  |        |                                 |                                 |